# (290) Bruna
(290) Bruna es un asteroide pertanyent al cinturó d'asteroides descobert el 20 de març de 1890 per Johann Palisa des de l'observatori de Viena, Àustria.
És anomenat així por Brno, una ciutat de la República Txeca.
Bruna forma part de la familia asteroidal de Focea.